# Kyunton
Kyunton o Kyun-ton és una branca del riu Irauadi a Myanmar, del qual es bifurca a uns 15 km sota Gnyaung-don, i segueix un curs direcció sud-oest cap a la mar on finalment desaigua. A la part superior el riu és conegut com a Inte o In-te, i a la part inferior com a Maran o Kyaik-pi; els europeus el coneixien com a Dala. Només era navegable per bots locals que duien càrrega durant uns 95 km. El riu tenia nombroses illes, sent les principals Meim-ma-hla (26 km de llarg i 5 d'ample) i Kywun-gnyo-gyi.